# Jakob Steiger
Jakob Steiger (* 8. November 1833 in Uetikon; † 6. April 1903 in Herisau; heimatberechtigt in Uetikon) war ein Schweizer Textilunternehmer aus dem Kanton Appenzell Ausserrhoden.

## Leben
Jakob Steiger war ein Sohn von Jakob Steiger, Gastwirt, und Elisabeth Steiger. Im Jahr 1860 heiratete er Elise Meyer, Tochter von Emanuel Meyer. Er besuchte Schulen in Zürich und absolvierte eine kaufmännische Ausbildung im Weisswarenfabrikations- und Exporthaus J. Bischoff & Co. in Teufen. Von 1855 bis 1857 arbeitete er als Prokurist in der Londoner Filiale der Lehrfirma. 1858 gründete Steiger eine Stickerei-Exportfirma in St. Gallen. Auf Wunsch seines Schwiegervaters verlegte er diese 1860 nach Herisau.
Er setzte sich für Verbesserungen in der Textilindustrie ein. U. a. initiierte er die Sanierung der Ausrüstindustrie, dank der Herisau zum Zentrum der Textilveredlung aufrückte. Zudem führte Steiger die Eisengarnweberei aus Wuppertal ein und entdeckte das Ätzverfahren bei Textilien. 1863 stiftete er die gewerbliche Fortbildungsschule Herisau. 1866 gehörte Steiger zu den Gründern der Bank für Appenzell Ausserrhoden. Er publizierte vielbeachtete Standortbestimmungen zur schweizerischen Textilindustrie. Bei den Weltausstellungen in Wien 1873 und in Paris 1878 war Steiger Jurymitglied.
Von 1868 bis 1872 amtierte er als Gemeinderat von Herisau. Politisch stand er dem Eidgenössischen Verein nahe. Steiger erfüllte mehrere handelspolitische Missionen in bundesrätlichem Auftrag. Als wichtiger Exponent des pietistisch geprägten protestantischen Positivismus gehörte er der evangelischen Gesellschaft St. Gallen an. Er erwarb 1873 die Kuranstalt Heinrichsbad in Herisau, die er zu einem christlichen Kurhaus protestantisch-positiver Ausrichtung umwandelte. Als protestantisch-orthodoxe Gegenpole zur liberalen Appenzeller Zeitung rief Steiger das Appenzeller Tagblatt und die Appenzeller Nachrichten ins Leben. Das Appenzeller Tagblatt erschien von 1879 bis 1882, die Appenzeller Nachrichten in den Jahren 1882 bis 1889.
Anfangs des Jahres 1870 nahm Steiger mit anderen Industriellen an einer Arbeitgeberkonferenz in Berlin teil, um das Programm der Bonner Conferenz für die Arbeiterfrage auszuarbeiten.  Er war Mitglied im Präsidium dieser Konferenz, die im Juni 1870 abgehalten wurde. Für seine Arbeitnehmer richtete er Spar-, Alters- und Krankenkassen ein und stiftete 1865 ein Privatkrankenhaus in Herisau. Er war Major.
1890 ging er infolge missglückter Auslandsengagements Konkurs. Danach versuchte Steiger sich erfolglos als Taschentuchproduzent in den USA. Er gründete in London zwei Handelsgesellschaften zur Ausbeutung griechischer Magnesitminen und Marmorsteinbrüche.
Steiger verbrachte seine letzten Lebensjahre im Schosse seiner Familie in London. Als sich seine Gesundheit 1902 zunehmend verschlechterte und die Ärzte nichts mehr für ihn tun konnten, siedelte die Familie nach Herisau um, wo er am 6. April 1903 verstarb.
Eine Tochter von Zellweger war Lily Zellweger-Steiger und eine Enkelin die Frauenrechtlerin und kirchliche Aktivistin Elisabeth Zellweger.